# Силвен-Лейк (Мічиган)
Силвен-Лейк (англ. Sylvan Lake) — місто (англ. city) в США, в окрузі Окленд штату Мічиган. Населення — 1723 особи (2020).

## Географія
Силвен-Лейк розташований за координатами 42°37′0″ пн. ш. 83°20′0″ зх. д. / 42.61667° пн. ш. 83.33333° зх. д. (42.616764, -83.333465).  За даними Бюро перепису населення США в 2010 році місто мало площу 2,13 км², з яких 1,32 км² — суходіл та 0,82 км² — водойми.

## Демографія
Згідно з переписом 2010 року, у місті мешкало 1720 осіб у 809 домогосподарствах у складі 474 родин. Густота населення становила 807 осіб/км².  Було 864 помешкання (405/км²).
Расовий склад населення:
| - 94,5 % — білих - 2,2 % — чорних або афроамериканців - 0,7 % — азіатів - 0,3 % — корінних американців |

До двох чи більше рас належало 1,7 %. Частка іспаномовних становила 1,5 % від усіх жителів.
За віковим діапазоном населення розподілялося таким чином: 20,1 % — особи молодші 18 років, 63,9 % — особи у віці 18—64 років, 16,0 % — особи у віці 65 років та старші. Медіана віку мешканця становила 44,8 року. На 100 осіб жіночої статі у місті припадало 97,2 чоловіків;  на 100 жінок у віці від 18 років та старших — 92,3 чоловіків також старших 18 років.
Середній дохід на одне домашнє господарство  становив 94 659 доларів США (медіана — 65 489), а середній дохід на одну сім'ю — 126 607 доларів (медіана — 97 396). Медіана доходів становила 72 500 доларів для чоловіків та 54 500 доларів для жінок. За межею бідності перебувало 4,1 % осіб, у тому числі 0,0 % дітей у віці до 18 років та 1,8 % осіб у віці 65 років та старших.
Цивільне працевлаштоване населення становило 938 осіб. Основні галузі зайнятості: освіта, охорона здоров'я та соціальна допомога — 26,0 %, фінанси, страхування та нерухомість — 13,2 %, науковці, спеціалісти, менеджери — 11,4 %, мистецтво, розваги та відпочинок — 10,1 %.